# 이주인 마쓰지

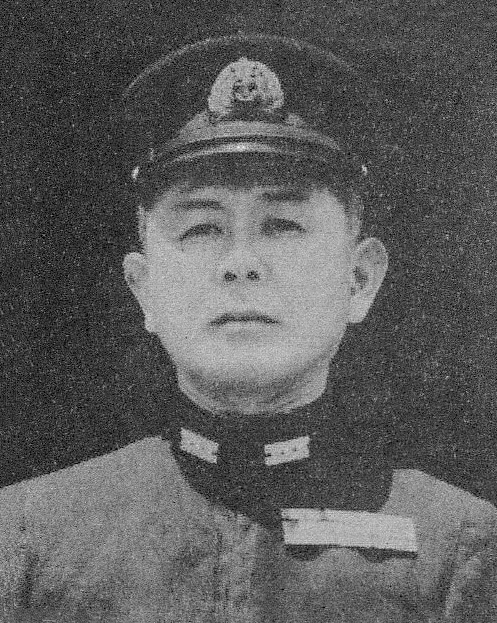
이주인 마쓰지

이주인 마쓰지(伊集院松治)는 일본 제국의 해군군인, 화족이다. 도쿄부 고지마치구(지금의 도쿄도 지요다구) 출신. 최종 계급은 해군 중장이며 작위는 남작이다. 원수 이주인 고로 남작의 아들이며 오노 다케지 해군 소장의 동생이다.
구제 도쿄 고등사범학교부속중학교(지금의 쓰쿠바 대학 부속중학교·고등학교) 졸업 후 해군병학교 43기생으로 입학하였다. 입학성적과 졸업성적은 좋지않았다.
| 전임 이주인 고로 | 제2대 이주인 (고로) 남작가 당주 1921년 ~ 1944년 | 후임 이주인 사네쓰구 |